# Max Aarons
Maximillian James Aarons (* 4. ledna 2000 Hammersmith) je anglický profesionální fotbalista, který hraje v anglickém klubu AFC Bournemouth. Hraje většinou na pozici pravého obránce, ale může také zahrát levého beka.

## Klubová kariéra
Aarons zahájil svou kariéru v Luton Townu a v roce 2016 se dostal do akademie Norwich City FC. V červnu 2018 podepsal s klubem tříletou profesionální smlouvu, a 14. srpna debutoval v zápase EFL Cupu proti Stevenage. Svůj první seniorský gól dal také v utkání EFL Cupu, a to o dva týdny později, proti Cardiffu City. Aarons odehrál své první ligové utkání 2. září, když nastoupil do derby proti Ipswich Town (remíza 1:1). 10. října prodloužil smlouvu v klubu do června 2023.
V březnu 2019 byl vybrán do Jedenáctky sezóny EFL Championship 2018/19, a získal také ocenění pro Nejlepšího mladého hráče sezóny 2018/19. Po vítězství 2:1 nad Blackburnem Rovers se radoval z postupu do Premier League.

## Reprezentační kariéra
Poté, co na začátku sezóny 2018/19 pronikl do A-týmu Norwiche, byl Aarons v září 2018 povolán do anglického týmu do 19 let.
Dne 30. srpna 2019 byl Aarons poprvé nominován do mužstva Anglie U21 a debutoval během kvalifikačního zápasu na Euro 2021 proti Turecku dne 6. září 2019.

## Osobní život
Aarons je jamajského původu. Je bratrancem hráče Huddersfieldu Rolanda Aaronse.

## Statistiky
K 6. dubnu 2021
| Klub         | Sezóna  | Liga           | Liga   | Liga | FA Cup | FA Cup | EFL Cup | EFL Cup | Ostatní | Ostatní | Celkem | Celkem |
| Klub         | Sezóna  | Liga           | Zápasy | Góly | Zápasy | Góly   | Zápasy  | Góly    | Zápasy  | Góly    | Zápasy | Góly   |
| ------------ | ------- | -------------- | ------ | ---- | ------ | ------ | ------- | ------- | ------- | ------- | ------ | ------ |
| Norwich City | 2018/19 | Championship   | 41     | 2    | 0      | 0      | 2       | 1       | —       | —       | 43     | 3      |
| Norwich City | 2019/20 | Premier League | 36     | 0    | 3      | 0      | 1       | 0       | —       | —       | 40     | 0      |
| Norwich City | 2020/21 | Championship   | 39     | 1    | 2      | 0      | 0       | 0       | —       | —       | 41     | 1      |
| Celkem       | Celkem  | Celkem         | 116    | 3    | 5      | 0      | 3       | 1       | —       | —       | 124    | 4      |

## Ocenění

### Klubové

#### Norwich City
- EFL Championship: 2018/19[15]

### Individuální
- Mladý hráč roku EFL Championship: 2018/19[16]
- Jedenáctka sezóny EFL Championship: 2018/19[17]
- Mladý hráč měsíce EFL Championship: Prosinec 2020[18]